# Nitry
Nitry é uma comuna francesa na região administrativa de Borgonha-Franco-Condado, no departamento de Yonne. Estende-se por uma área de 33,6 km². Em 2010 a comuna tinha 378 habitantes (densidade: 11,3 hab./km²).